# Sascha Altman DuBrul
Sascha Altman DuBrul, también conocido como Sascha DuBrul o Sascha Scatter, (nacido en 1974) es un activista de origen estadounidense, escritor, granjero y músico de punk-rock conocido como bajista de la banda ska-punk de los años 90 Choking Victim (Víctima del Electroshock).
Es el cofundador de Icarus Project, una red internacional de apoyo mutuo radical comunitario y proyecto de comunicación, cuya finalidad es redefinir el lenguaje y cultura relacionados con la salud y trastornos mentales. Es también fundador de la Biblioteca de Intercambio de Semillas del Área de la Bahía de San Francisco (cuyas siglas en inglés "BASIL" significan "albahaca"). Vive entre el Área de Bahía y Nueva York.

## Infancia y juventud
DuBrul nació en el Upper Wets Side de Manhattan, es hijo de Anita Altman, fundadora y subdirectora de ReelAbilities: Festival de Cine de Nueva York sobre Discapacidad. Su padre, Paul DuBrul, era periodista y escritor de discursos quién murió justo la noche anterior al Bar Mitzvah de DuBrul. En una entrevista con The Village Voice, DuBrul describió su niñez: "fui criado por socialistas democráticos que creían en el poder del voto… pero mi formación política pasó a través de los disturbios de Tompkins Square Park  a finales de los '80s.” En la adolescencia, DuBrul encontró su lugar entre la comunidad punk, okupa y anarquista en el Lower East Side de Nueva York.

## Educación
Después de acabar en el Hunter college Elementary School y la Bronx School of Science, DuBrul se graduó en St. Ann's School en Brooklyn. Estudió en la Reed College en Portland, Oregón durante un año pero tuvo que abandonar después de que pasar por una crisis psicótica. En 2002 escribió un artículo para el San Francisco Bay Guardian, donde decía: "tenía 18 años la primera vez que me encerraronun psiquiátrico. La policía me encontró caminando entre las vías de Nueva York, estaba convencido de que el fin del mundo estaba cerca y de que estaban emitiendo en prime time todo lo que yo hacía por televisión.”  Fue diagnosticado con un trastorno bipolar.

## Carrera musical y como escritor
Después abandonar Reed, DuBrul tocó en la banda clásica de ska-punk Choking Victim. En 1995, colaboró en la organización de un circo punk ambulante, sobre el que escribió en su primer libro Carnaval del Caos: En la Carretera con el Festival Nómada, publicado por Autonomedia. Durante ocho años, DuBrul escribió una columna trimestral para el fanzine punk Slug and Letuce (Babosa y Lechuga). DuBrul ha escrito y dado conferencias sobre las interrelaciones entre el punk, la cultura activista, las identidades raciales, la opresión y los privilegios. Sus memorias Maps of the Other Side (Mapas del Otro Lado) fueron publicadas en 2013 y se centran en la exploración del sistema psiquiátrico por parte de DuBrul y en la defensa de la salud mental a través del arte y la creatividad. Más recientemente, sus textos se han enfocado en trazar las conexiones entre punk-rock, judaísmo y el poder y las complejidades de la comunidad espiritual.

## Viajes y activismo
Con apenas 20 años, DuBrul viajó a México y América Central y trabajó con el Levantamiento Zapatista en Chiapas. Inspirado por sus experiencias en México, decidió participar en diversos proyectos activistas: desde los bloqueos de carreteras de  Earth First! en el noroeste del Pacífico, hasta la lucha por salvar los huertos comunitarios en Nueva York, pasando por las protestas contra la Organización Mundial del Comercio en Seattle en noviembre de 1999. A menudo DuBrul viajaba entre uno y otro proyecto activista encima trenes de carga. Los detalles de sus andanzas por EE. UU. y México a menudo acababan reflejadas en fanzines que, según The Village Voice, "combinan el relato de viajes de aventuras con reflexiones sobre la economía mundial". DuBrul fue la inspiración para la cantante Jolie Holland en su canción Sascha.

## Biblioteca de Intercambio de Semillas de Bay Area
Durante su estancia en una granja de agricultura sostenida por la comunidad en la Columbia Británica, DuBrul quedó fascinado por la permacultura y las relaciones genéticas que surgieron cuando los cultivos domésticos se mezclaron con sus parientes silvestres. Habiendo nacido en Manhattan, su perspectiva urbana le dio una manera única de pensar y aproximarse a la agricultura y la necesidad de revitalizar los viejos métodos de producción comunitaria de semillas.  En el año 2000, funda la primera biblioteca urbana de préstamo de semillas: la Bay Area Seed Interchange Library, o BASIL ("albahaca" traduciendo las siglas). En una entrevista en el New York Times, DuBrul dijo: “Una biblioteca urbana de semillas se encarga de conectar la diversidad biológica, cultural y las personas que tienen contacto con las semillas que luego producen sus alimentos".” BASIL se ha convertido en un modelo para otras bibliotecas de semillas a lo largo de todo EE. UU., incluyendo la Biblioteca de Semillas de Hudson Valley, la primera biblioteca de semillas integrada en una biblioteca pública de EE. UU. Según Michael Carolan,  hay actualmente más de 660 bibliotecas de semillas en 48 estados de EE. UU. La autora Ruth Ozeki se basó en la visión de DuBrul sobre el activismo de las semillas para su New York Times Notable Book All Over Creation.

## Icarus Project
En 2002, DuBrul escribió "Mundo Bipolar", un artículo publicado en el San Francisco Bay Guardian, narrando sus experiencias personales con el diagnóstico de trastorno bipolar. Entre docenas de correos electrónicos y correspondencia que  mantuvo después de la publicación del artículo recibió una carta de Jacks Ashley McNamara, artista y escritora que se identificó  con sus experiencias. DuBrul Y McNamara continuaron escribiéndose varias semanas antes de encontrarse en persona y tomar la decisión de iniciar una web donde personas que se identificaran como bipolares o con otros diagnósticos de "trastrono mental" pudieran encontrar una comunidad y participar en ella. Ahí fue donde nació Icarus Project. DuBrul ha sido señalado como poseedor de "superpoderes" debido a su supuesta mayor sensibilidad al entorno.
Project Icarus es un on-line, red internacional de apoyo mutuo comunitario radical y proyecto mediático con más de 14,000 participantes. Tiene numerosos grupos locales por toda Norteamérica y ha producido numerosas publicaciones. Navigating the Space Between Brilliance and Madness; A Reader and Roadmap of Bipolar Worlds (Navegando el espacio entre la brillantez y la locura; una guía y mapa de viaje de los mundos bipolares) fue publicado por Icarus Project en marzo de 2004 y va por su décima edición.

## Sistema de salud mental y underground loco
Después de 12 años, DuBrul dio un paso atrás de con su trabajo en Icarus Project para formarse como clínico en el sistema público de salud mental. Se formó como trabajador social en la Silberman School of Social Work, que comprendía un año de prácticas (sobre "práctica dialógica") en el Parachute Project, para luego ser contratado por el Centro de Prácticas Innovadoras del Instituto Psiquiátrico Estatal de Nueva York como formador de especialistas pares de apoyo en programas de atención temprana en primeros episodios psicóticos. Durante su estancia en el Instituto, fue el primer autor del Manual de Especialistas Pares para OnTrackNY..
Durante este periodo, DuBrul también ayudó a desarrollar el Instituto para el Desarrollo de Artes Humanas, un instituto dedicado a la formación a trabajadores de la salud mental. El instituto forma a profesionales clínicos y pares en salud mental para pensar sobre su relación personal con la salud y los trastornos mentales. También está construyendo una red de mentoraje para una transformación positiva del sistema de salud mental.
Dubrul ha comentado que "sus intereses se encuentran en el espacio intermedio del sistema público de salud mental y el movimiento loco underground.”, refiriéndose por underground loco, al menos en parte, al llamado movimiento de supervivientes de la psiquiatría

## Formación y giras
Poco después de iniciar Icarus Project, DuBrul viajó por toda América del Norte, facilitando talleres y guiando debates sobre conceptos alternativos sobre los trastornos mentales y el bienestar. Después de esta gira, Dubrul inició con McNamara y otros miembros de Icarus Project la producción de una guía para dar apoyo comunitario a los procesos de locura y salud mental. Fue publicado bajo el título "La amistad es la mejor medicina"
En 2007, DuBrul y un grupo de amistades de Icarus Project organizaron los "Gira de los Dones Locos" Como parte de la gira, el grupo visitó Virginia Tech poco después de la masacre del 16 de abril donde murieron 32 estudiantes, y que  sacó al debate público la salud mental en los campus universitarios.
DuBrul visitó Europa en 2011, facilitando talleres y dando charlas sobre apoyo mutuo radical en salud mental. Durante los veranos de 2010 y 2012, participó como formador en seminarios continuados en el Instituto Esalen  en Big Sur.
En la primavera de 2013, a la vez que se publicaba su libro, Mapas al Otro Lado, DuBrul, junto con la cofundadora Ashley Jacks McNamara de Icarus Project, recorrió EE. UU. presentando el libro, facilitando talleres y guiando debates sobre salud mental.
En noviembre de 2015 visita España para participar en el VII Congreso Internacional de Hearing Voices / Entrevoces que reunió a la red internacional del movimiento de escucha de voces en Alcalá de Henares. Imparte el taller junto a Martín Téllez, promotor del modelo Clubhouse de rehabilitación psicosocial en España y vinculado también a Icarus Project.

## Publicaciones (en inglés)
- Carnival of Chaos: On the Road With the Nomadic Festival 1996. Autonomedia ISBN 978-1-57027-047-5
- El Otro Lado (The Other Side). 1999. Self-published zine.
- Walking the Edge of Insanity. 2002. Published by The Icarus Project
- Blinking Red Lights and the Souls of Our Friends. 2003. Self-published zine.
- Navigating the Space Between Brilliance and Madness; A Reader and Roadmap of Bipolar Worlds. 2004. The Icarus Project. Currently in its 6th printing.[44]
- Mutant Superpowers & Lithium Pills. 2006. Self-published zine.
- Maps to The Other Side: the Adventures of A Bipolar Cartographer 2013. Microcosm Publishing